# بعدان سفلی (یمن)
 بعدان سفلی  به عربی ( بعدان السُفلی  ) ، روستایی است در دهستان المَنار  از توابع استان   اَبیَن   در کشور یمن در شبه جزیره عربستان.

## جمعیت
جمعیت آن (۹۰) نفر (۸ خانوار) می‌باشد.